# Le Solitaire passe à l'attaque
Pour plus de détails, voir Fiche technique et Distribution.
Le Solitaire passe à l'attaque est un film d'espionnage français réalisé par Ralph Habib, sorti en 1966.

## Synopsis
Frank Norman, alias Le Solitaire, est chargé d'une mission en tant qu'As des Services Secrets. Il doit se rendre en Espagne pour y récupérer les pièces détachées d'une redoutable arme secrète. Tout en menant son enquête, il doit veiller à protéger son collègue Le Goff qui couvrait l'opération jusqu'à ce que sa couverture soit grillée.

## Fiche technique
- Titre en français : Le Solitaire passe à l'attaque
- Réalisation : Ralph Habib
- Scénario : André Haguet et Michel Lebrun
- Musique : Bernard Gérard
- Production : Jean Kerchner
- Pays d'origine :  France
- Format : Technicolor - 2,35:1 - Mono - 35 mm
- Genre : Film d'espionnage
- Durée : 96 minutes
- Date de sortie: 
  - France - 18 novembre 1966

## Distribution
- Roger Hanin : Frank Norman
- Jean Lefebvre : Robert Le Goff
- Sophie Agacinski : Sylvie
- Milo Quesada (voix française : Serge Sauvion) : : Boris
- Teresa Gimpera : Machka
- Charles Millot : Vaecos
- Gérard Tichy : Bernsen
- Gisèle Grandpré
- Yvan Chiffre
- Georges Riquier
- France Rumilly
- Christian Le Guillochet